# عارة (حيفا)

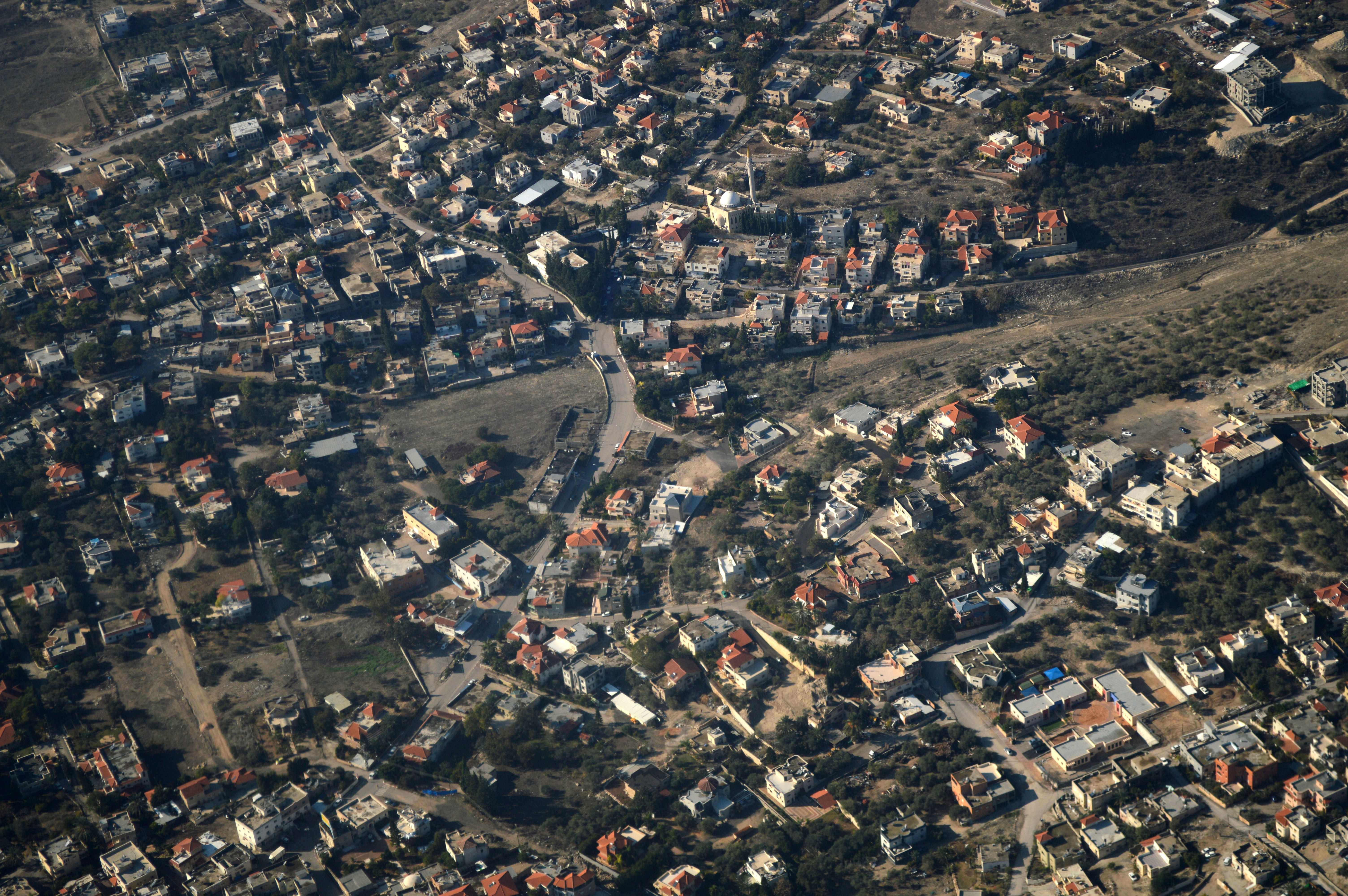
مشهد جوي لقرية عارة.

عارة (بالعبرية: עארה) هي قرية عربية تقع في منطقة المثلث الشمالي ضمن لواء حيفا الإسرائيلي إلى الجنوب من مدينة حيفا وتبعد عنها 38.5 كم وهي على الجانب الشمالي من «الطريق السريع 65». يبلغ عدد سكانها حوالي 7,000 نسمة جميعهم مسلمون. ترتفع حوالي 75 مترًا عن مستوى سطح البحر، بلغت مساحة أراضيها 9,795 دونمًا، وتحيط بها أراضي قرى كفر قرع وعرعرة، وقد سُميت بهذا الاسم لوقوعها على وادٍ يحمل هذا الاسم. وقدر عدد سكانها عام 1922م حوالي 68 نسمة، وفي عام 1945م حوالي 230 نسمة. يحيط بالقرية مجموعة من الخرب ذات المواقع الأثرية وهي: تل الأساور، خربة بيدوس والرصيصة. في عام 1934م بنيت بجانبها مستوطنة «عين عيرون»، وفي عام 1949م قامت المنظمات الصهيونية المسلحة بإقامة مستعمرة «بركائي» بالقرب منها.

## أعلام
- أحمد طاهر يونس، (1911 - 14 نوفمبر 1995) شاعر.

## طالع أيضًا
- وادي عارة
- عرعرة
- كريم يونس